# گرترود شولتس کلینک
گرترود شولتس کلینک (به آلمانی: Gertrud Scholtz-Klink) (زاده ۹ فوریه ۱۹۰۲ - درگذشته ۲۴ مارس ۱۹۹۹) یک سیاستمدار آلمانی و از اعضای حزب نازی در آلمان و رئیس اتحادیه زنان ناسیونال سوسیالیست بود.

## فعالیت‌ها با نازی‌ها
شولتس-کلینک در سال ۱۹۲۹ به حزب نازی پیوست و رئیس اداره زنان در برلین شد.

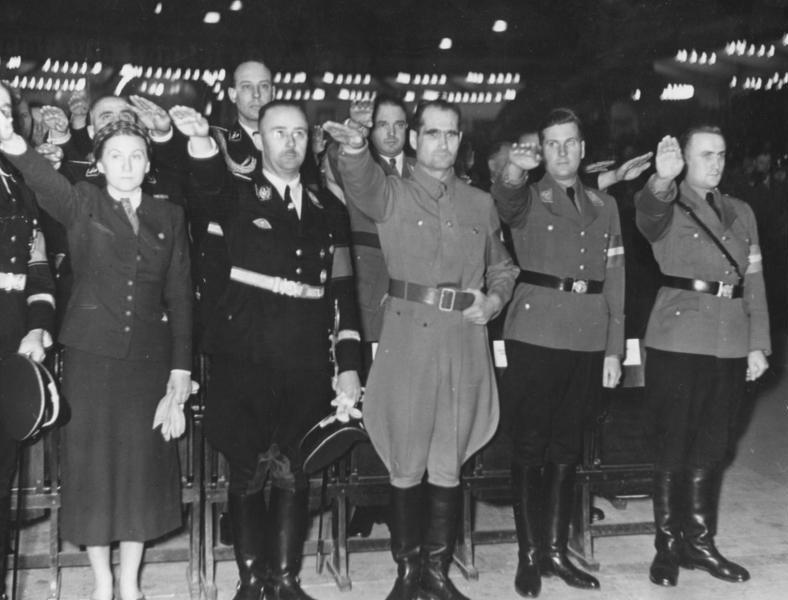
شولتس-کلینک در سمت چپ در راهپیمایی سازمان جوانان هیتلری در کنار هاینریش هیملر، رودلف هس، بالدور فن شیراخ و آرتور آکسمان - ۱۳ فوریه ۱۹۳۹

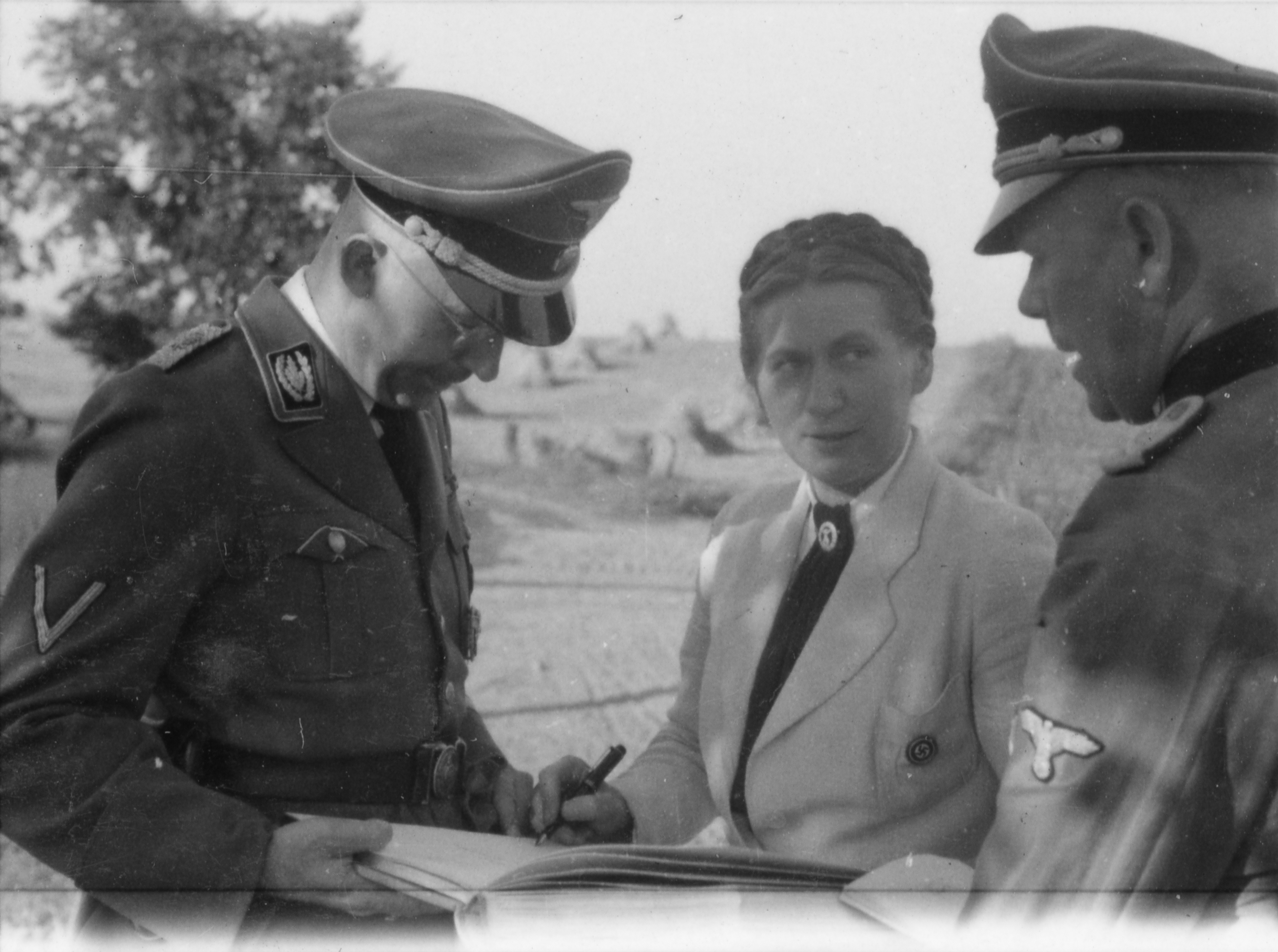
شولتس کلینک به همراه هاینریش هیملر در سال ۱۹۴۳

با دست‌یابی نازی‌ها به قدرت در سال ۱۹۳۳، هیتلر شولتس-کلینک را به ریاست اتحادیه زنان ناسیونال سوسیالیسم و رهبر زنان رایش منصوب کرد. وی به عنوان یک سخنور زبردست در سخرانی‌های خود برتری مردان بر زنان، لذت کار در خانه و اهمیت فرزندداری برای زنان را ترویج می‌کرد. وی در یک سخنرانی گفته بود: «وظیفه یک زن خدمت کردن در خانه و حرفه او به نیازهای زندگی از اولین تا آخرین لحظه زندگی یک انسان است».
وی بر خلاف منصبش، مخالف حضور زنان در سیاست بود و از سیاست‌مداران زن در جمهوری وایمار اینگونه نام می‌برد:
"هر شخصی که زنان کمونیست و سوسیال دموکرات را جیغ‌زنان در خیابان‌ها و پارلمان دیده‌است، خواهد فهمید که چنین کاری از یک زن واقعی برنمی‌آید".
وی در ژوئیه ۱۹۳۵ رئیس اداره زنان در جبهه کار آلمان شد که زنان را ترغیب به کار به نفع دولت نازی می‌کرد. وی در سال ۱۹۳۸ گفت: «زن آلمان باید کار کند و کار کند، او باید جسمانی و روحانی تجمل‌گرایی و لذت را نفی کند.» گرچه خود او از وضعیت رفاهی خوبی برخوردار بود.

## پس از جنگ
وی در روزهای پایانی جنگ جهانی دوم و نبرد برلین، به همراه همسر سومش آگوست هایسمیر از برلین گریخت. با سقوط رایش سوم و پایان جنگ در تابستان ۱۹۴۵ وی و همسرش دستگیر و به بازداشتگاه روس‌ها در نزدیکی ماگدبورگ فرستاده شدند اما پس از مدت کوتاهی از آن‌جا گریختند. پس از فرار به کمک شاهدخت پاولینه وورتمبرگ در ببنهاوزن در نزدیکی توبینگن پنهان شدند و سه سال آینده را با نام‌های مستعار هاینریش و ماریا اشتوکبروک زندگی کردند.
در ۲۸ فوریه ۱۹۴۸ آن دو شناسایی و دستگیر شدند. یک دادگاه نظامی فرانسوی شولتس-کلینک را به جرم جعل اسناد به ۱۸ ماه زندان محکوم کرد. در می ۱۹۵۰ محکومیت وی ۳۰ ماه اضافه شد. هم‌چنین از طرف دادگاه هرگونه فعالیت سیاسی، اقتصادی، روزنامه‌نگاری و آموزگاری برای وی به مدت ۱۰ سال غیرقانونی شمرده شد. وی در ۱۹۵۳ از زندان آزاد شد و برای ادامه زندگی به ببنهاوزن بازگشت. وی در سال ۱۹۷۸ کتابی با عنوان "Die Frau im Dritten Reich" (زنی در رایش سوم) نوشت و در آن هم‌چنان از ایدئولوژی ناسیونال سوسیالیسم دفاع کرد. وی در نهایت در ۲۴ مارس ۱۹۹۹ در ببنهاوزن درگذشت.